# تیرکده علیا
تیرکده علیا، روستایی است از توابع بخش مرکزی شهرستان نور در استان مازندران ایران.

## جمعیت
این روستا در دهستان میان‌بند قرار دارد و براساس سرشماری مرکز آمار ایران در سال ۱۳۸۵، جمعیت آن ۴۲۶ نفر (۹۹خانوار) بوده‌است.از چهره های سرشناس روستا می توان به مهندس پژمان رحیمی اشاره کرد. مردم این روستا به زبان مازندرانی صحبت میکنند.